# Álvaro Gaxiola
Juan Álvaro José Gaxiola Robles, född 26 januari 1937 i Guadalajara, död 18 augusti 2003 i Guadalajara, var en mexikansk simhoppare.
Gaxiola blev olympisk silvermedaljör i höga hopp vid sommarspelen 1968 i Mexico City.